# 1994 في المكسيك
فيما يلي قوائم الأحداث التي وقعت خلال عام 1994 في المكسيك.

## سياسة

### تعيين في المنصب
- 1 ديسمبر – إرنستو زيديلو رئيس المكسيك.

### انتهاء فترة المنصب
- 30 نوفمبر – كارلوس ساليناس دي غورتاري رئيس المكسيك.

## برامج ومسلسلات وأنمي
- ماريمار

## مواليد

### مارس
- 26 مارس – مارسيلا زكرياس لاعبة كرة مضرب مكسيكية.

### أبريل
- 13 أبريل – آنا صوفيا سانشيز لاعبة كرة مضرب مكسيكية.

### سبتمبر
- 5 سبتمبر – أرتور غونزاليس لاعب كرة قدم مكسيكي.

## وفيات

### مارس
- 23 مارس – لويس دونالدو كولوسيو (مواليد 1950) سياسي مكسيكي.

### أغسطس
- 27 أغسطس – باتلينج شو (مواليد 1910) ملاكم مكسيكي.

### سبتمبر
- 1 سبتمبر – بوب جرين وود (مواليد 1928) لاعب كرة قاعدة مكسيكي.